# بي.تي.كاي. (فلم 2008)
بي.تي.كاي. (بالإنجليزية: B.T.K.) هو فيلم سيرة ذاتية ورعب ودراما وجريمة تم إنتاجه في الولايات المتحدة وصدر سنة 2008 بطولة كين هودر وهو مقتبس من جرائم قتل حقيقية ارتكبها دينيس رايدر.

## القصة
أحداث الفيلم مستوحاة من جرائم حقيقة حول قاتل يقتحم بيوت ضحاياه ويقوم بقتلهم.

## وصلات خارجية
- مقالات تستعمل روابط فنية بلا صلة مع ويكي بيانات